# Литорал-Норти-Алагоану (микрорегион)

Литорал-Норти-Алагоану на карте.

Литорал-Норти-Алагоану (порт. Microrregião do Litoral Norte Alagoano) — микрорегион в Бразилии, входит в штат Алагоас. Составная часть мезорегиона Восток штата Алагоас.
Население составляет 66 858 человек (на 2010 год). Площадь — 1005,804 км2. Плотность населения — 66,47 чел./км2.

## Демография
Согласно сведениям, собранным в ходе переписи 2010 г. Национальным институтом географии и статистики (IBGE), население микрорегиона составляет:
| Полное население                             | Полное население                             | Полное население                             | Полное население                             | 66 858 |
| -------------------------------------------- | -------------------------------------------- | -------------------------------------------- | -------------------------------------------- | ------ |
| в том числе:                                 | Городское население                          | 36 220                                       | Процент городского населения, %              | 54,17  |
|                                              | Сельское население                           | 30 638                                       | Процент сельского населения, %               | 45,83  |
|                                              | Мужское население                            | 33 735                                       | Процент мужского населения, %                | 50,46  |
|                                              | Женское население                            | 33 123                                       | Процент женского населения, %                | 49,54  |
| Плотность населения, чел/км2                 | Плотность населения, чел/км2                 | Плотность населения, чел/км2                 | Плотность населения, чел/км2                 | 66,47  |
| Население микрорегиона в % к населению штата | Население микрорегиона в % к населению штата | Население микрорегиона в % к населению штата | Население микрорегиона в % к населению штата | 2,14   |

## Состав микрорегиона
В составе микрорегиона включены следующие муниципалитеты:
1. Жапаратинга
2. Марагожи
3. Пасу-ди-Камаражиби
4. Порту-ди-Педрас
5. Сан-Мигел-дус-Милагрис